# 柳博米尔·拉达诺维奇
柳博米尔·拉达诺维奇（羅馬化：Ljubomir Radanović，1960年7月21日—），黑山男子足球运动员，司职后卫。他曾代表南斯拉夫国奥队参加1984年夏季奥林匹克运动会足球比赛，获得一枚铜牌。